# Сайто Сатоси
Сайто Сатоси ((齋藤 聰), 24 марта 1922 — 16 марта 2014) — пятый глава (сокэ) школы Нэгиси-рю, которая олицетворяет собой старинную японскую воинскую традицию сюрикэндзюцу. 
С 1997 по 2014 годы Сайто Сатоси служил избранным кантё Нихон Кобудо Синкокай, основанной в 1935 году старейшей японской ассоциации сохранения старинных воинских искусств. Также Сайто сэнсэй являлся  шестым сокэ  школы Сирай-рю сюрикэндзюцу и 15-м гсокэ Кувана хандэн Ямамото-рю иайдзюцу. В 1992 году Сайто был награждён Императорским орденом Священного сокровища.

## Биография
Родился в Минато-ку, Токио 24 марта 1922 года, он был одним из четырёх братьев. В возрасте 18 лет Сайто сэнсэй поступил на юридический факультет университета Кэйо в Токио. Во время учёбы в университете Кэйо он начал изучать каратэ под руководством Фунакоси Гитин, отца современного каратэдо. В 1941 году, в возрасте 19 лет, Сайто сэнсэй начал изучение сюрикэндзюцу под руководством Нарусэ Кандзи, главы традиции. В 1943 году Сайто сэнсэй был призван в вооружённые силы. Когда Нарусэ сэнсэй узнал, что Сайто сэнсэй примет участие в военных действиях, то он вмонтировал клинок самой ценной своей катана в оснастку военного гунто. И дал наказ Сайто сэнсэю гордо нести меч в битву.
Во время его службы Сайто сэнсэй дослужился до звания младшего лейтенанта, проходя обучение, как офицер артиллерии и как авиационный штурман. Во время своей военной службы он наносил регулярные визиты в додзё Мияваки Тору, мастера Туяха Итто-рю кэндзюцу и Сирай-рю сюрикэндзюцу. Многие годы Нарусэ сэнсэй работал над восстановлением Сирай-рю, многие были уверены тогда, что традиция Сирай-рю пресеклась. По просьбе Нарусэ сэнсэя, Сайто сэнсэй собрал ценную техническую и историческую информацию относительно традиции. К сожалению Мияваки сэнсэй и его додзё в Сидзуоке пали жертвой массированных стратегических бомбардировок, целью которых были оружейные заводы и аэродромы в Хамамацу. В этот период Нарусэ Кандзи написал письмо Сайто Сатоси, в котором выразил своё желание, чтобы Сайто Сатоси наследовал ему в качестве следующего сокэ традиций Нэгиси-рю сюрикэндзюцу и Кувана хандэн Ямамото-рю иайдзюцу.
После окончания войны в конце 1945 года Сайто сэнсэй вернулся к обучению в университете Кэйо. Он поддерживал себя также имея частичную занятость в нескольких местах. Здоровье Нарусэ сэнсэя неуклонно ухудшалось, но Сайто сэнсэй посещал его до самой смерти Нарусэ сэнсэя. Профессионально Сайто сэнсэй служил государственным служащим в Токио. Он служил в различных министерствах специализируясь в области статистики. Он также служил руководителем отдела кадров в токийском Столичном университете и читал лекции на факультете экономики. Он был также старшим советником национальной федерации статистических ассоциаций Японии. В 1983 году он получил приз Оути в честь его вклада в область статистики. В течение 70 лет Сайто сэнсэй преданным исследователем и коллекционером всех вещей связанных с воинским прошлым Японии. Его личная коллекция оружия, книг, свитков, исторических документов и старинных предметов была весьма обширна. В 1949 году Сайто сэнсэй стал другом и учеником мастера Фудзита Сэйко, больше известного, как последний Кога ниндзя. В 1954 году, Сайто Сатоси вновь привлёк общественное внимание к Нэгиси-рю, продемонстрировав его на первой послевоенной японской демонстрации воинских искусств проходившей в Токио Тайкукан в Сэндагая-ку.
Последствия Второй Мировой Войны и последующий запрет всех воинских искусств союзническими оккупационными силами означало, что многие традиционные воинские искусства находились на грани исчезновения. Это знаменательное событие благотворимое Обществом Продления Жизни, как говорят привлекло более 15.000 зрителей. Именно на этом мероприятии Сайто Сатоси впервые встретил и стал другом Годзо Сиода, основателем Айкидо Ёсинкан. В период с 1954 по 1994 год Сайто сэнсэй регулярно участвовал в телевизионных передачах на каналах NHK, TBC, TV Asahi, TV Tokyo и Tokai TV. Он также приглашался в кинематограф в качестве хореографа боевых сцен для сериалов и фильмов. В это время он стал другом мастера Нава Юмио сокэ Масаки-рю кусаридзюцу. И позже обучал его искусству сюрикэндзюцу. В 1992 году Сайто Сатоси был награждён орденом Священного сокровища. После выхода на пенсию Сайто сэнсэй посвятил свою жизнь исключительно изучению и сохранению традиционных японских воинских традиций. С 1997 до самой смерти в 2014 году он служил кантё Нихон Кобудо Синкокай (日本古武道振興会) старейшей и самой прославленной японской организации кобудо. Также он был длительное время кантё Нихон Кобудо Кёкай (日本古武道協会). 16 марта 2014 года Сайто сэнсэй посетил фестиваль цветения сливы с двумя его старшими учениками Дэвид Кавадзу-Барбер и Хаясака Ёсифуми. Той же самой ночью он скончался во сне, его смерть была приписана старости.